# Philautus tectus
Philautus tectus es una especie de ranas que habita en Brunéi y Malasia.
Esta especie se encuentra amenazada de extinción debido a la destrucción de su hábitat natural.